# مریم صالح

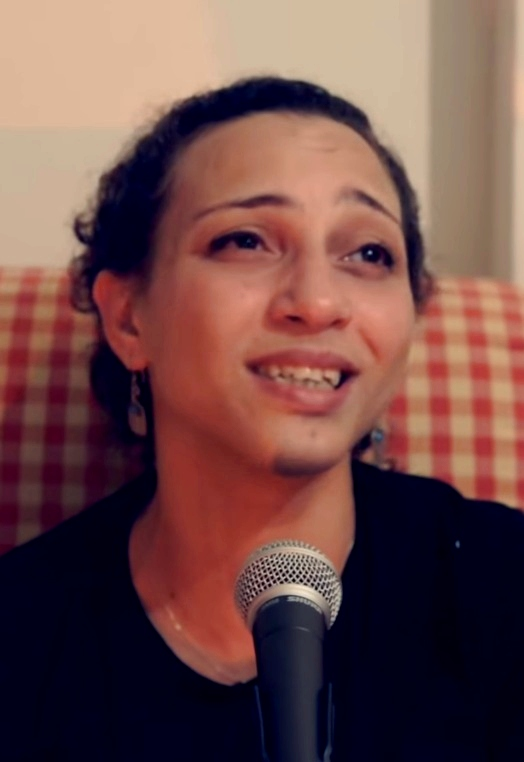

مریم صالح سعد خواننده، ترانه‌سرا و بازیگر مصری متولد ۳ نوامبر ۱۹۸۵ در استان بنی سوف مصر است. پدرش صالح سعد کارگردان و نمایشنامه نویس و خواهر کوچکترش نغم صالح نیز خواننده است. مریم با آهنگساز فلسطینی تامر ابو غزاله ازدواج و صاحب یک پسر به نام آقا است.
پدرش در یک حادثه آتش‌سوزی در سال ۲۰۰۵ در بنی سوف درگذشت. مریم صالح در سال ۲۰۰۸ خوانندگی را شروع کرد. او در چند نمایش و فیلم کوتاه مانند عین شمس در سال ۲۰۰۸، حدوت از ساج در سال ۲۰۱۱ و آخرین روزهای شهر در سال ۲۰۱۸ بازی کرده‌است. سندیکای نوازندگان در مصر اخیراً او را از خواندن در کنسرت‌های عمومی منع کرده‌است.